# Золотистый цветной трупиал
Золотистый цветной трупиал (лат. Icterus auratus) — вид воробьиных птиц из семейства трупиаловых.

## Распространение
Обитают в Мексике (в том числе на Юкатане) и на крайнем севере Белиза.

## Описание
Длина тела 19—21 см, масса 26,7—36,1 г. У самца яркий оранжевый капюшон и чёрный нагрудник.

## Биология
Предположительно, питаются насекомыми и другими членистоногими, фруктами и нектаром. Миграций, по-видимому, не совершают. Гнездятся как поодиночке, так и в колониях, где может быть до 35 гнёзд на нескольких стоящих рядом деревьях. Гнездо обычно располагают над водой, на низком дереве или кустарнике.

## Охранный статус
МСОП присвоил виду охранный статус LC.